# IC 1445
IC 1445 — галактика типу E-S0 (еліптична спіральна галактика) у сузір'ї Водолій.
Цей об'єкт міститься в оригінальній редакції індексного каталогу.